# Catsfield
Catsfield est un petit village du district de Rother dans le comté du Sussex de l'Est, au Royaume-Uni. 

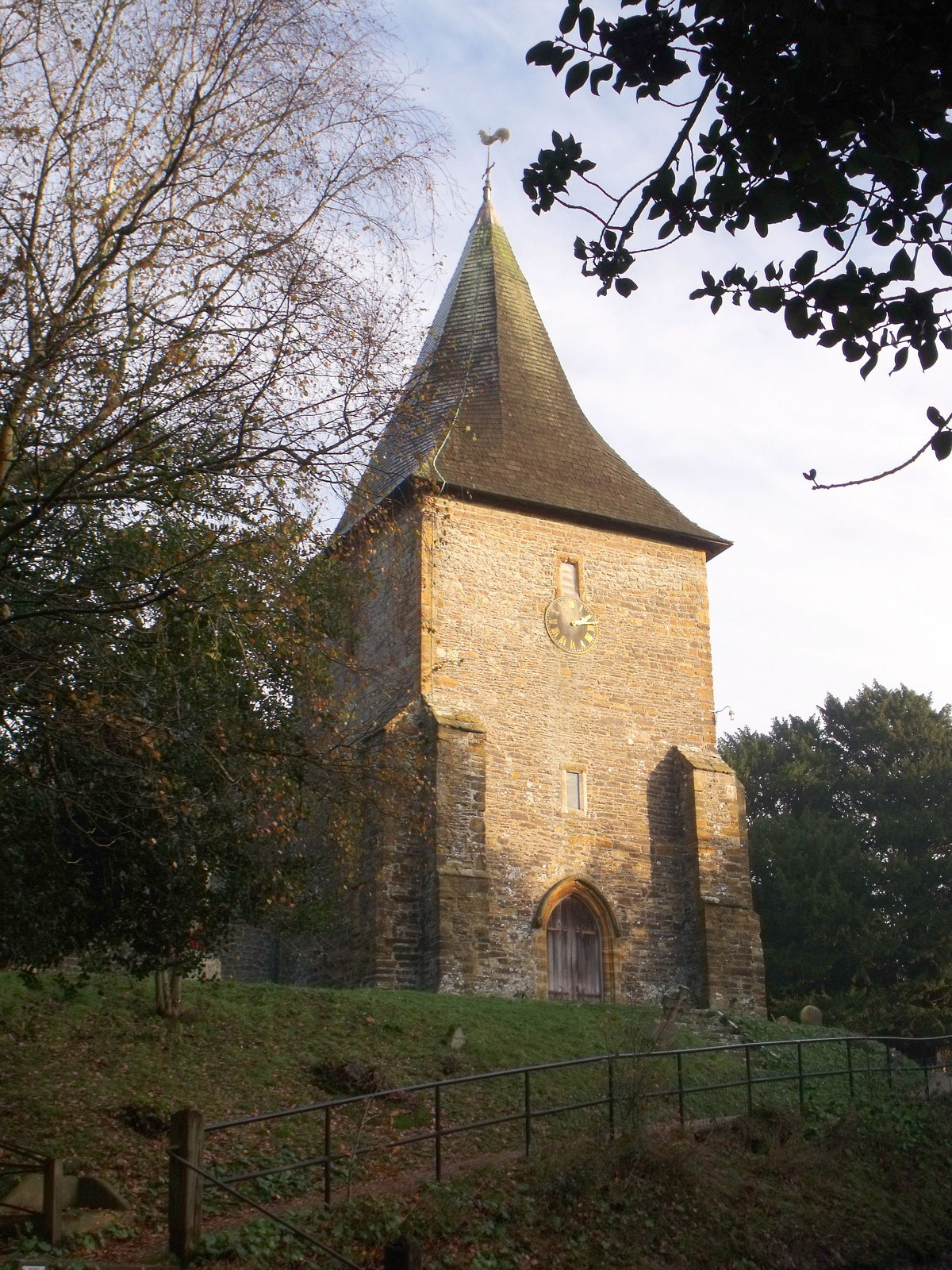
St Laurence's Church de Catsfield.